# Европско првенство у кошарци 2015 — Група Ц
Група Ц на Европском првенству у кошарци 2015. је играла своје утакмице између 5. и 10. септембра 2015. Све утакмице ове групе су одигране у арени Загреб, Загреб, Хрватска.
У овој групи су се такмичиле репрезентације Холандије, Грчке, Хрватске, Словеније, Македоније и Грузије. Даље су прошле репрезентације Грчке, Хрватске, Словеније и Грузије.

## Табела
| Табела групе Ц     | ОУ | П | ПО | КД  | КП  | КР  | Бод |
| ------------------ | -- | - | -- | --- | --- | --- | --- |
| Грчка              | 5  | 5 | 0  | 387 | 340 | +47 | 10  |
| Хрватска           | 5  | 3 | 2  | 359 | 343 | +16 | 8   |
| Словенија          | 5  | 3 | 2  | 367 | 356 | +11 | 8   |
| Грузија            | 5  | 2 | 3  | 369 | 364 | +5  | 7   |
| Северна Македонија | 5  | 1 | 4  | 324 | 381 | -57 | 6   |
| Холандија          | 5  | 1 | 4  | 355 | 377 | -22 | 6   |

## 5. септембар

### Грузија — Холандија
| 5. септембар 15:00 | Извештај | Грузија                                                                    | 72 : 73 | Холандија                    | Арена Загреб, Загреб Гледаоци: 2.391 Судије: Бењамин Хименез Трухиљо , Гентиан Цици , Зафер Јилмаз |  |
| 5. септембар 15:00 | Извештај | Четвртине: 17:17, 9:19, 22:22, 24:15                                       |         |                              | Арена Загреб, Загреб Гледаоци: 2.391 Судије: Бењамин Хименез Трухиљо , Гентиан Цици , Зафер Јилмаз |  |
| 5. септембар 15:00 | Извештај | Поени: Пачулија, Шенгелија 16 Скокови: Саникиџе 9 Асистенције: Шенгелија 5 |         | Клоф 22 де Јонг 6 Шафтенар 4 | Арена Загреб, Загреб Гледаоци: 2.391 Судије: Бењамин Хименез Трухиљо , Гентиан Цици , Зафер Јилмаз |  |

### Македонија — Грчка
| 5. септембар 18:00 | Извештај | Северна Македонија                                                             | 65 : 85 | Грчка                           | Арена Загреб, Загреб Гледаоци: 2.500 Судије: Роберт Лотермозер , Сергио Силва , Иља Путенко |  |
| 5. септембар 18:00 | Извештај | Четвртине: 16:23, 15:15, 19:21, 15:26                                          |         |                                 | Арена Загреб, Загреб Гледаоци: 2.500 Судије: Роберт Лотермозер , Сергио Силва , Иља Путенко |  |
| 5. септембар 18:00 | Извештај | Поени: Костоски 20 Скокови: Самарџиски 6 Асистенције: Самарџиски, Симоновски 3 |         | Принтезис 18 Куфос 11 Калатес 8 | Арена Загреб, Загреб Гледаоци: 2.500 Судије: Роберт Лотермозер , Сергио Силва , Иља Путенко |  |

### Хрватска — Словенија
| 5. септембар 21:00 | Извештај | Хрватска                                             | 80 : 73 | Словенија                               | Арена Загреб, Загреб Гледаоци: 11.730 Судије: Луиђи Ламоника , Јакуб Замојски , Жан-Чарлс Колин |  |
| 5. септембар 21:00 | Извештај | Четвртине: 17:23, 27:15, 21:16, 15:19                |         |                                         | Арена Загреб, Загреб Гледаоци: 11.730 Судије: Луиђи Ламоника , Јакуб Замојски , Жан-Чарлс Колин |  |
| 5. септембар 21:00 | Извештај | Поени: Симон 20 Скокови: Шарић 7 Асистенције: Укић 4 |         | Драгић 14 Блашич 6 Шрепелич, Клобучар 4 | Арена Загреб, Загреб Гледаоци: 11.730 Судије: Луиђи Ламоника , Јакуб Замојски , Жан-Чарлс Колин |  |

## 6. септембар

### Холандија — Македонија
| 6. септембар 15:00 | Извештај | Холандија                                                           | 71 : 78 | Северна Македонија                  | Арена Загреб, Загреб Гледаоци: 1.170 Судије: Луиђи Ламоника , Зафер Јилмаз , Жан-Чарлс Колин |  |
| 6. септембар 15:00 | Извештај | Четвртине: 20:19, 11:24, 18:13, 22:22                               |         |                                     | Арена Загреб, Загреб Гледаоци: 1.170 Судије: Луиђи Ламоника , Зафер Јилмаз , Жан-Чарлс Колин |  |
| 6. септембар 15:00 | Извештај | Поени: Н. де Јонг 19 Скокови: Норел 9 Асистенције: Клоф, Вилијамс 3 |         | Илијевски 14 Хендрикс 7 Илијевски 7 | Арена Загреб, Загреб Гледаоци: 1.170 Судије: Луиђи Ламоника , Зафер Јилмаз , Жан-Чарлс Колин |  |

### Словенија — Грузија
| 6. септембар 18:00 | Извештај | Словенија                                                                    | 79 : 68 | Грузија                            | Арена Загреб, Загреб Гледаоци: 3.892 Судије: Серхио Силва , Гентиан Цици , Петри Мантила |  |
| 6. септембар 18:00 | Извештај | Четвртине: 17:13, 24:13, 24:22, 14:20                                        |         |                                    | Арена Загреб, Загреб Гледаоци: 3.892 Судије: Серхио Силва , Гентиан Цици , Петри Мантила |  |
| 6. септембар 18:00 | Извештај | Поени: Препелич 21 Скокови: Препелич, Слокар 5 Асистенције: Омић, Препелич 4 |         | Шенгелија 21 Шермадини 4 Цинцаџе 7 | Арена Загреб, Загреб Гледаоци: 3.892 Судије: Серхио Силва , Гентиан Цици , Петри Мантила |  |

### Грчка — Хрватска
| 6. септембар 21:00 | Извештај | Грчка                                                       | 72 : 70 | Хрватска                | Арена Загреб, Загреб Гледаоци: 12.000 Судије: Роберт Лотермосер , Бенхамин Хименез Трујиљо , Јакуб Замојски |  |
| 6. септембар 21:00 | Извештај | Четвртине: 13:18, 15:15, 23:24, 21:13                       |         |                         | Арена Загреб, Загреб Гледаоци: 12.000 Судије: Роберт Лотермосер , Бенхамин Хименез Трујиљо , Јакуб Замојски |  |
| 6. септембар 21:00 | Извештај | Поени: Спанулис 16 Скокови: Куфос 9 Асистенције: Спанулис 6 |         | Симон 18 Шарић 6 Укић 4 | Арена Загреб, Загреб Гледаоци: 12.000 Судије: Роберт Лотермосер , Бенхамин Хименез Трујиљо , Јакуб Замојски |  |

## 8. септембар

### Словенија — Холандија
| 8. септембар 15:00 | Извјештај | Словенија                                                  | 81 : 74 | Холандија                      | Арена Загреб, Загреб Гледаоци: 1.841 Судије: Роберт Лотермосер , Јакуб Замојски , Иља Путенко |  |
| 8. септембар 15:00 | Извјештај | Четвртине: 23:15, 18:14, 16:23, 24:22                      |         |                                | Арена Загреб, Загреб Гледаоци: 1.841 Судије: Роберт Лотермосер , Јакуб Замојски , Иља Путенко |  |
| 8. септембар 15:00 | Извјештај | Поени: Препелич 16 Скокови: Омић 7 Асистенције: Препелич 6 |         | Клоф 25 Клоф, де Јонг 6 Клоф 4 | Арена Загреб, Загреб Гледаоци: 1.841 Судије: Роберт Лотермосер , Јакуб Замојски , Иља Путенко |  |

### Грузија — Грчка
| 8. септембар 18:00 | Извештај | Грузија                                                          | 68 : 79 | Грчка                          | Арена Загреб, Загреб Гледаоци: 588 Судије: Бенхамин Хименез Трухиљо , Серхио Силва , Зафер Јилмаз |  |
| 8. септембар 18:00 | Извештај | Четвртине: 15:25, 7:25, 26:11, 20:18                             |         |                                | Арена Загреб, Загреб Гледаоци: 588 Судије: Бенхамин Хименез Трухиљо , Серхио Силва , Зафер Јилмаз |  |
| 8. септембар 18:00 | Извештај | Поени: Шенгелија 20 Скокови: Шенгелија 8 Асистенције: Пачулија 5 |         | Калатес 19 Бурусис 5 Калатес 8 | Арена Загреб, Загреб Гледаоци: 588 Судије: Бенхамин Хименез Трухиљо , Серхио Силва , Зафер Јилмаз |  |

### Хрватска — Македонија
| 8. септембар 21:00 | Извештај | Хрватска                                              | 73 : 55 | Северна Македонија                    | Арена Загреб, Загреб Гледаоци: 9.828 Судије: Луиђи Ламоника , Гентиан Цици , Петри Мантила |  |
| 8. септембар 21:00 | Извештај | Четвртине: 15:18, 15:14, 22:10, 21:13                 |         |                                       | Арена Загреб, Загреб Гледаоци: 9.828 Судије: Луиђи Ламоника , Гентиан Цици , Петри Мантила |  |
| 8. септембар 21:00 | Извештај | Поени: Шарић 15 Скокови: Томић 9 Асистенције: Симон 5 |         | Самарџиски 10 Хендрикс 6 три играча 3 | Арена Загреб, Загреб Гледаоци: 9.828 Судије: Луиђи Ламоника , Гентиан Цици , Петри Мантила |  |

## 9. септембар

### Грчка — Словенија
| 9. септембар 15:00 | Извештај | Грчка                                                         | 83 : 72 | Словенија                     | Арена Загреб, Загреб Гледаоци: 5.578 Судије: Луиђи Ламоника , Бенхамин Хименез Трухиљо , Гентиан Цици |  |
| 9. септембар 15:00 | Извештај | Четвртине: 23:17, 23:14, 16:22, 21:19                         |         |                               | Арена Загреб, Загреб Гледаоци: 5.578 Судије: Луиђи Ламоника , Бенхамин Хименез Трухиљо , Гентиан Цици |  |
| 9. септембар 15:00 | Извештај | Поени: Спанулис 19 Скокови: Бурусис 8 Асистенције: Спанулис 6 |         | Блажич 27 Блажич 5 Препелич 4 | Арена Загреб, Загреб Гледаоци: 5.578 Судије: Луиђи Ламоника , Бенхамин Хименез Трухиљо , Гентиан Цици |  |

### Македонија — Грузија
| 9. септембар 18:00 | Извештај | Северна Македонија                                                                   | 75 : 90 | Грузија                           | Арена Загреб, Загреб Гледаоци: 680 Судије: Роберт Лотермозер , Јакуб Замојски , Петри Мантила |  |
| 9. септембар 18:00 | Извештај | Четвртине: 18:21, 19:27, 18:23, 20:19                                                |         |                                   | Арена Загреб, Загреб Гледаоци: 680 Судије: Роберт Лотермозер , Јакуб Замојски , Петри Мантила |  |
| 9. септембар 18:00 | Извештај | Поени: Д. Стојановски, Хендрикс 14 Скокови: Хендрикс 7 Асистенције: В. Стојановски 3 |         | Пачулија 23 Пачулија 14 Цинцаџе 6 | Арена Загреб, Загреб Гледаоци: 680 Судије: Роберт Лотермозер , Јакуб Замојски , Петри Мантила |  |

### Холандија — Хрватска
| 9. септембар 21:00 | Извештај | Холандија                                                              | 72 : 78 | Хрватска                 | Арена Загреб, Загреб Гледаоци: 6.200 Судије: Серхио Силва , Иља Путенко , Жан-Чарл Колин |  |
| 9. септембар 21:00 | Извештај | Четвртине: 18:14, 17:25, 18:23, 19:16                                  |         |                          | Арена Загреб, Загреб Гледаоци: 6.200 Судије: Серхио Силва , Иља Путенко , Жан-Чарл Колин |  |
| 9. септембар 21:00 | Извештај | Поени: Шафтенар 19 Скокови: Де Јонг Смолдерс 6 Асистенције: Вилијамс 5 |         | Симон 18 Tomic 8 Симон 8 | Арена Загреб, Загреб Гледаоци: 6.200 Судије: Серхио Силва , Иља Путенко , Жан-Чарл Колин |  |

## 10. септембар

### Словенија — Македонија
| 10. септембар 15:00 | Извештај | Словенија                                                 | 62 : 51 | Северна Македонија                    | Арена Загреб, Загреб Гледаоци: 4.438 Судије: Роберт Лотермозер , Серхио Силва , Иља Путенко |  |
| 10. септембар 15:00 | Извештај | Четвртине: 24:10, 7:14, 21:17, 10:10                      |         |                                       | Арена Загреб, Загреб Гледаоци: 4.438 Судије: Роберт Лотермозер , Серхио Силва , Иља Путенко |  |
| 10. септембар 15:00 | Извештај | Поени: Драгић 20 Скокови: Омић 11 Асистенције: Клобучар 6 |         | Илиевски 15 Трајковски 9 Симоновски 3 | Арена Загреб, Загреб Гледаоци: 4.438 Судије: Роберт Лотермозер , Серхио Силва , Иља Путенко |  |

### Грузија — Хрватска
| 10. септембар 18:00 | Извештај | Грузија                                                           | 71 : 58 | Хрватска                          | Арена Загреб, Загреб Гледаоци: 6.600 Судије: Луиђи Ламоника , Бенхамин Хименез , Жан-Чарлс Колин |  |
| 10. септембар 18:00 | Извештај | Четвртине: 14–13, 11:15, 22:16, 24:14                             |         |                                   | Арена Загреб, Загреб Гледаоци: 6.600 Судије: Луиђи Ламоника , Бенхамин Хименез , Жан-Чарлс Колин |  |
| 10. септембар 18:00 | Извештај | Поени: три играча 12 Скокови: Пачулија 7 Асистенције: Шенгелија 5 |         | Жорић 16 Три играча 5 Стипчевић 5 | Арена Загреб, Загреб Гледаоци: 6.600 Судије: Луиђи Ламоника , Бенхамин Хименез , Жан-Чарлс Колин |  |

### Грчка — Холандија
| 10. септембар 21:00 | Извештај | Грчка                                                                    | 68 : 65 | Холандија                           | Арена Загреб, Загреб Гледаоци: 368 Судије: Јакуб Замојски , Зафер Јилмаз , Петри Мантила |  |
| 10. септембар 21:00 | Извештај | Четвртине: 17:19, 17:12, 18:15, 16:19                                    |         |                                     | Арена Загреб, Загреб Гледаоци: 368 Судије: Јакуб Замојски , Зафер Јилмаз , Петри Мантила |  |
| 10. септембар 21:00 | Извештај | Поени: Антетокоунмпо 11 Скокови: Антетокоунмпо 11 Асистенције: Калатес 5 |         | Клоф 15 Смеулдерс 8 Клоф, Слагтер 4 | Арена Загреб, Загреб Гледаоци: 368 Судије: Јакуб Замојски , Зафер Јилмаз , Петри Мантила |  |